# Manuela Paulino
Pour les articles homonymes, voir Paulino.
Manuela Correia Paulino, surnommée Nelma, (née le 15 avril 1996) est une joueuse angolaise de handball qui évolue au club Petro de Luanda et elle est membre de l'équipe d'Angola de handball féminin.
Elle a représenté l'Angola au Championnat du monde de handball féminin 2017 en Allemagne,.

## Palmarès

### En équipe nationale
Championnats du monde
- 19e place au Championnat du monde 2017